# Eduardo Moscovis
Carlos Eduardo de Andrade, mais conhecido como Eduardo Moscovis (Rio de Janeiro, 8 de junho de 1968), é um ator brasileiro.

## Biografia
Estudou Administração de Empresas na Universidade Santa Úrsula, mas deixou a faculdade antes de concluir. Após assistir a uma aula de teatro na Casa de Ensaio do Humaitá, convidado por uma amiga, encantou-se por aquilo que viu e se matriculou no curso. Depois, inscreveu-se também em aulas de teatro no Tablado e na Casa de Artes de Laranjeiras. A partir de então, passou a integrar o elenco de diversas montagens teatrais e, foi devido ao seu bom desempenho, que acabou entrando para a Rede Globo. O diretor Emílio Di Biasi o viu atuando na peça O Ateneu e o convidou para participar da oficina de atores da emissora. A primeira vez que apareceu na TV foi como figurante na novela Top Model de 1990. Apenas aparecia como vendedor na loja Covery, do personagem Alex Kundera do ator Cecil Thiré.
Após um teste com o diretor Luiz Fernando Carvalho, conseguiu o papel do Cigano Tibor na novela Pedra sobre Pedra, de 1992. No ano seguinte, atuou no remake de Mulheres de Areia, como Tito. Em 1994, foi chamado as pressas para substituir o ator Maurício Mattar e viveu seu primeiro protagonista em televisão, o apaixonado Delfino Montiel da minissérie A Madona de Cedro.
Posterior a esse trabalho, transferiu-se para o SBT, para protagonizar a novela As Pupilas do Senhor Reitor, ao lado da atriz Débora Bloch. A trama foi o único trabalho dos atores fora da Globo, tendo sido um grande sucesso de audiência, graças ao capricho e a bela releitura que o SBT deu ao romance de Julio Diniz.
Em 1996, retornou à Rede Globo, para participar da novela Anjo de Mim, como Wagner. Mas foi com a novela Por Amor, que Eduardo conseguiu o seu personagem de maior destaque até então, o piloto Nando. O romance com Milena, de Carolina Ferraz, conquistou o telespectador, que adorava as cenas de amor protagonizadas pelo casal. Além disso, a trama de Nando envolvia o personagem Orestes, de Paulo José, vítima do alcoolismo, seu padrasto na história, responsável por cenas de muito impacto na novela. Pela sua atuação foi muito elogiado, obtendo com esse trabalho mais mídia e reconhecimento. Seus trabalhos a seguir seriam somente de suma importância em produções da emissora.
Em 1998, renovou seu contrato com a TV Globo, quando protagonizou o remake de Pecado Capital, como o ambicioso Carlão Moreno. Repetindo o que acontecera em Por Amor, mais uma vez fez par romântico com Carolina Ferraz.
Em 2000, o ator viveu mais um bom momento de sua carreira ao encarnar Julião Petruchio, o protagonista da novela O Cravo e a Rosa. Com esse trabalho, Eduardo pôde mostrar sua veia cômica atuando como par da atriz Adriana Esteves.
Dois anos mais tarde, em 2002, veio o jornalista Chico Maia da novela Desejos de Mulher. Na história, Chico era apaixonado por Júlia, Glória Pires, com quem o ator já havia trabalhado no início da carreira, em Mulheres de Areia.
Em 2004, foi presenteado com o seu primeiro vilão, na novela Senhora do Destino, quando deu vida ao político corrupto Reginaldo. O final do seu personagem causou bastante polêmica na mídia, uma vez que Reginaldo morreu apedrejado após ser desmascarado pela mãe Maria do Carmo (Susana Vieira) em um comício. Em seguida, fez sua última atuação em novelas ao participar do grande sucesso do horário das seis, Alma Gêmea, na pele do romântico Rafael. Diferentemente das outras histórias, nessa o casal protagonista acaba morrendo no último capítulo.
Desde então, esteve bastante afastado da televisão, limitando-se somente a participações especiais em seriados e, dedicando-se ao teatro e cinema. O mesmo chegou a ser convidado para participar de uma série de produções, entre elas O Profeta, Paraíso Tropical, Duas Caras, Negócio da China, Tempos Modernos e Uma Rosa Com Amor, mas recusou todos os convites, alegando a necessidade de dar um novo rumo a carreira.
Em 2012, voltou à televisão na sitcom Louco por Elas, como Léo, um homem que vive cercado de mulheres. Eduardo passa a explorar seu lado humorístico, e desponta no seriado, ao lado de Deborah Secco e Glória Menezes. O seriado teve seu último episódio transmitido em 18 de junho de 2013 após três temporadas de boa audiência.

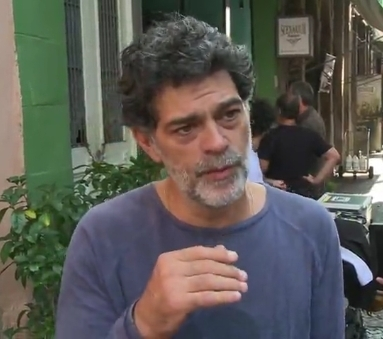
O ator em 2015, no set de Pequeno Dicionário Amoroso 2.

Em 2014, volta à TV na série do GNT, Questão de Família, no papel de Pedro Fernandes, um juiz da vara de família que tenta lidar com seu passado.
No teatro, além de despontar como ator, também produziu os espetáculos Norma (2002), Tartufo (2003), Por Uma Vida Um Pouco Menos Ordinária (2007) e O Livro (2012).
Após 10 anos afastado das novelas, retorna em A Regra do Jogo, na pele de Orlando, o grande vilão da trama de João Emanuel Carneiro.
Em 2018, entra para o elenco da novela O Sétimo Guardião, interpretando o gato humano León. Em 2020, após uma participação em O Doutrinador, integrou o elenco da primeira temporada de Bom Dia, Verônica como o serial killer Brandão, psicopata que mantém a esposa, Janete (Camila Morgado) sob um relacionamento abusivo. 

## Vida pessoal
É filho de Sevasti e Wernor de Andrade. Foi casado com Roberta Richard entre 1995 e 2002, com quem tem duas filhas: Gabriela, nascida em 1999, e Sofia, nascida em 2001. Em março de 2007, casou-se com Cynthia Howlett, com quem tem uma filha, Manuela, nascida em abril de 2007 e Rodrigo, nascido em março de 2012.

## Filmografia

### Televisão
| Ano     | Título                      | Papel                                  | Nota                                      |
| ------- | --------------------------- | -------------------------------------- | ----------------------------------------- |
| 1992    | Pedra sobre Pedra           | Tibor Gutierrez                        |                                           |
| 1992    | Você Decide                 | Raul                                   | Episódio: "Águas Passadas"                |
| 1993    | Mulheres de Areia           | Tito Belo                              |                                           |
| 1994    | A Madona de Cedro           | Delfino Montiel                        |                                           |
| 1994    | Você Decide                 | Tuca                                   | Episódio: "A vida não acabou"             |
| 1994    | As Pupilas do Senhor Reitor | Daniel das Dornas                      |                                           |
| 1996    | A Vida como Ela É...        | Noivo de Lurdinha                      | Episódio: "O Gagá"                        |
| 1996    | Anjo de Mim                 | Wagner                                 |                                           |
| 1997    | Por Amor                    | Fernando Gonzaga (Nando)               |                                           |
| 1998    | Pecado Capital              | José Carlos Moreno (Carlão)            |                                           |
| 2000    | O Cravo e a Rosa            | Julião Petruchio (Petruchio)           |                                           |
| 2001    | Os Normais                  | Caio                                   | Episódio: "Estresse é Normal"             |
| 2002    | Desejos de Mulher           | Francisco Maia (Chico)                 |                                           |
| 2002    | Pastores da Noite           | Cabo Martim                            |                                           |
| 2003    | Sítio do Picapau Amarelo    | Otávio                                 | Episódio: "Rapunzel do Sertão"            |
| 2003    | Kubanacan                   | Rodrigo Arrabal                        | Episódios: "7–20 de outubro"              |
| 2003    | Papo de Anjo                | Maurício Armando                       | Especial de fim de ano                    |
| 2003    | Carol & Bernardo            | Bernardo                               | Especial de fim de ano                    |
| 2004    | Senhora do Destino          | Reginaldo Ferreira da Silva (Naldo)    |                                           |
| 2005    | Alma Gêmea                  | Rafael Souza Dias                      |                                           |
| 2008    | Alice                       | Lourenço Marques                       | Episódio: "No Jardim das Flores Perdidas" |
| 2010    | As Cariocas                 | Armando                                | Episódio: "A Internauta da Mangueira"     |
| 2012–13 | Louco por Elas              | Leonardo Henrique (Léo)                |                                           |
| 2014–17 | Questão de Família          | Pedro Fernandes                        |                                           |
| 2015    | A Regra do Jogo             | Orlando Levi / Ubiraci da Costa (Bira) |                                           |
| 2016    | Lúcia McCartney             | José Roberto                           |                                           |
| 2018    | O Negócio                   | Álvaro Sintra                          | Episódio: "Reposicionamento Familiar"     |
| 2018    | Desnude                     | Tomás                                  | Episódio: "Sobre Ontem À Noite"           |
| 2018    | O Sétimo Guardião           | Leon / Murilo Vidal                    |                                           |
| 2019    | O Doutrinador               | Sandro Corrêa                          | Episódio: "Despertar"                     |
| 2020    | Bom Dia, Verônica           | Cláudio Brandão                        | Temporada 1                               |
| 2021    | Desjuntados                 | Eduardo de Andrade                     | Episódio: "Deslumbrar"                    |
| 2021    | Colônia                     | Major Carvalho                         |                                           |
| 2022    | Um Lugar ao Sol             | Edgar                                  | Episódios: "10–25 de março"               |
| 2022    | Jogo da Corrupção           | Castor de Andrade                      |                                           |
| 2024    | No Ano Que Vem              | Rodrigo                                |                                           |
| 2024    | No Rancho Fundo             | Quintino Ariosto Evaristo (Ariosto)    |                                           |
| 2025    | Tributo                     | Ele mesmo                              | Episódio: "Walcyr Carrasco"               |
| 2025    | Três Graças                 | Rogério                                |                                           |

### Cinema
| Ano  | Título                                          | Papel                 | Notas          |
| ---- | ----------------------------------------------- | --------------------- | -------------- |
| 1991 | Manobra Radical                                 | Beto                  | [ 18 ]         |
| 1997 | O Que É Isso, Companheiro?                      | Artur                 |                |
| 1998 | Bela Donna                                      | Nô                    |                |
| 1999 | Tarzan                                          | Tarzan (voz)          | Dublagem       |
| 2005 | Bendito Fruto                                   | Marcelo Monte/Cadú    |                |
| 2005 | Um Mundo Secreto                                | Leonardo              | Curta-metragem |
| 2007 | Sem Controle                                    | Danilo/Motta Coqueiro |                |
| 2009 | Delito                                          | Zeca                  |                |
| 2009 | Cabeça a Prêmio                                 | Brito                 |                |
| 2009 | Fumando Espero                                  | Ele mesmo             | Documentário   |
| 2010 | 180 Graus                                       | Russel                |                |
| 2011 | Amor?                                           | Fernando              |                |
| 2011 | Corações Sujos                                  | Sub-Delegado          |                |
| 2014 | Os Homens São de Marte... E É Pra Lá que Eu Vou | Juarez Brito Filho    |                |
| 2014 | O Outro Lado do Paraíso                         | Antônio Trindade      |                |
| 2014 | Para Sempre Teu Caio F.                         | Ele mesmo             | Documentário   |
| 2015 | Nelson Ninguém                                  | Max Baltazar          |                |
| 2015 | Pequeno Dicionário Amoroso 2                    | Guto                  |                |
| 2016 | Amor em Sampa                                   | Lucas                 |                |
| 2017 | Berenice Procura                                | Domingos              |                |
| 2017 | Love Film Festival                              | Du                    |                |
| 2018 | O Doutrinador                                   | Sandro Corrêa         |                |
| 2020 | Os 8 Magníficos                                 | Ele mesmo             | Documentário   |
| 2021 | Pai em Dobro                                    | Paco                  |                |
| 2021 | Nona - Se me Molham, Eu os Queimo               | Pedro                 |                |
| 2021 | Veneza                                          | Tonho                 |                |
| 2022 | Ela e Eu                                        | Carlos                |                |
| 2025 | Cyclone                                         | Heitor Gamba          |                |

## Teatro
| Ano  | Título                                 |
| ---- | -------------------------------------- |
| 1989 | A Revolução                            |
| 1989 | O Ateneu                               |
| 1991 | O Caso dos Dez Indiozinhos             |
| 1991 | Greta Garbo Quem Diria Acabou No Irajá |
| 1992 | Robin Hood                             |
| 2001 | A Dama das Camélias                    |
| 2001 | Eles Não Usam Black-tie                |
| 2002 | Norma                                  |
| 2004 | Tartufo                                |
| 2007 | Por Uma Vida Um Pouco Menos Ordinária  |
| 2009 | Corte Seco                             |
| 2011 | O Menino que Vendia Palavras           |
| 2014 | O Livro                                |
| 2015 | Um Bonde Chamado Desejo                |

## Prêmios e indicações
| Ano  | Prêmio                              | Categoria                                  | Nomeações                             | Resultado |
| ---- | ----------------------------------- | ------------------------------------------ | ------------------------------------- | --------- |
| 1998 | Prêmio Contigo! de TV               | Melhor Par Romântico (com Carolina Ferraz  | Por Amor                              | Venceu    |
| 1999 | Troféu Imprensa                     | Melhor Ator                                | Pecado Capital                        | Indicado  |
| 2000 | Prêmio Extra de Televisão           | Melhor Ator                                | O Cravo e a Rosa                      | Venceu    |
| 2001 | Troféu Internet                     | Melhor Ator                                | O Cravo e a Rosa                      | Venceu    |
| 2001 | Troféu Imprensa                     | Melhor Ator                                | O Cravo e a Rosa                      | Indicado  |
| 2001 | Prêmio Arte Qualidade Brasil        | Melhor Ator em Projeto Especial            | Brava Gente                           | Venceu    |
| 2005 | Prêmio Contigo! de TV               | Melhor Ator Coadjuvante                    | Senhora do Destino                    | Indicado  |
| 2005 | Prêmio Extra de Televisão           | Melhor Ator                                | Alma Gêmea                            | Indicado  |
| 2006 | Prêmio Contigo! de TV               | Melhor Ator                                | Alma Gêmea                            | Indicado  |
| 2006 | Prêmio Contigo! de TV               | Melhor Par Romântico (com Priscila Fantin) | Alma Gêmea                            | Indicado  |
| 2006 | Prêmio Arte Qualidade Brasil        | Melhor Ator                                | Alma Gêmea                            | Indicado  |
| 2008 | Prêmio Contigo! de Teatro           | Melhor Ator                                | Por uma Vida um Pouco Menos Ordinária | Indicado  |
| 2010 | Prêmio Contigo! de Teatro           | Melhor Ator (Júri oficial)                 | Corte Seco                            | Indicado  |
| 2010 | Prêmio Contigo! de Teatro           | Melhor Ator (Júri popular)                 | Corte Seco                            | Indicado  |
| 2011 | Prêmio Guarani de Cinema Brasileiro | Melhor Ator Coadjuvante                    | Cabeça a Prêmio                       | Indicado  |
| 2013 | Grande Prêmio do Cinema Brasileiro  | Melhor Ator Coadjuvante                    | Corações Sujos                        | Indicado  |
| 2013 | Prêmio Contigo! de TV               | Melhor Ator em Série/ Minissérie           | Louco por Elas                        | Indicado  |
| 2015 | Prêmio Extra de Televisão           | Melhor Ator Coadjuvante                    | A Regra do Jogo                       | Indicado  |
| 2019 | Los Angeles Brazilian Film Festival | Melhor Ator                                | Veneza                                | Venceu    |
| 2019 | Brazilian Film Festival of Miami    | Melhor Ator                                | Veneza                                | Indicado  |
| 2020 | Melhores da Década: VIVA 10 Anos    | Melhor Casal (com Adriana Esteves)         | O Cravo e a Rosa                      | Venceu    |
| 2020 | Prêmio Contigo! de TV               | Melhor Ator de Série                       | Bom Dia, Verônica                     | Venceu    |
| 2020 | Prêmio F5                           | Melhor Ator de Série Dramática             | Bom Dia, Verônica                     | Venceu    |
| 2020 | Prêmio The Brazilian Critic         | Melhor Ator Coadjuvante em Série de Drama  | Bom Dia, Verônica                     | Venceu    |
| 2020 | SB Awards                           | Melhor Ator Brasileiro                     | Bom Dia, Verônica                     | Indicado  |
| 2020 | Splash Awards                       | Melhor Ator                                | Bom Dia, Verônica                     | Indicado  |
| 2020 | Melhores do Ano NaTelinha           | Melhor Ator                                | Bom Dia, Verônica                     | Indicado  |
| 2020 | Prêmio APCA de Televisão            | Melhor Ator                                | Bom Dia, Verônica                     | Venceu    |
| 2020 | Melhores do Ano Minha Novela        | Melhor Ator de Série/minissérie (redação)  | Bom Dia, Verônica                     | Venceu    |
| 2020 | Pena de Prata                       | Melhor Elenco em Série de Drama            | Bom Dia, Verônica                     | Indicado  |
| 2020 | Pena de Prata                       | Melhor Ator Coadjuvante em Drama           | Bom Dia, Verônica                     | Venceu    |
| 2021 | Prêmio Platino                      | Melhor Interpretação Masculina em Série    | Bom Dia, Verônica                     | Indicado  |
| 2021 | Séries em Cena Awards               | Melhor Ator em Série Nacional              | Bom Dia, Verônica                     | Indicado  |
| 2021 | Séries em Cena Awards               | Melhor Ator Nacional de Filme              | Pai em Dobro                          | Indicado  |
| 2021 | Festival de Brasília                | Melhor Ator de Longa-metragem              | Ela e Eu                              | Venceu    |
| 2022 | Festival de Cinema Vassouras        | Melhor Ator                                | Ela e Eu                              | Venceu    |
| 2022 | Inffinito Film Festival             | Melhor Elenco                              | Ela e Eu                              | Venceu    |
| 2022 | Festival Sesc Melhores Filmes       | Melhor Ator Estrangeiro                    | Nona - Se me Molham, Eu os Queimo     | Indicado  |
| 2022 | Festival Sesc Melhores Filmes       | Melhor Ator Nacional                       | Veneza                                | Indicado  |